# Szpital im. Józefa Babińskiego w Łodzi
Szpital im. Józefa Babińskiego Specjalistycznego Psychiatrycznego Zakładu Opieki Zdrowotnej w Łodzi, znany jako szpital psychiatryczny w Kochanówce – jeden z najstarszych i największych szpitali psychiatrycznych w Polsce, mieszczący się na obrzeżach Łodzi, na terenie dzielnicy Bałuty, przy ul. Aleksandrowskiej 159, na terenie dawnej podłódzkiej posiadłości Kochanówka (jej nazwa pochodzi od nazwiska Kochańskiego – dawnego jej właściciela).
Szpital, pierwotnie nazwany Szpitalem dla Psychicznie i Nerwowo Chorych „Kochanówka”, otwarto 17 września 1902 roku dzięki staraniom grupy lekarzy, przemysłowców i inteligencji łódzkiej, pod kierownictwem dr. med. Karola Jonschera. Obecnie wchodzi w skład Specjalistycznego Psychiatrycznego Zespołu Opieki Zdrowotnej w Łodzi. W chwili otwarcia był trzecią tego typu placówką w Królestwie Polskim (po szpitalu w Tworkach koło Pruszkowa i szpitalu im. Jana Bożego w Warszawie) i jednym z nowoczesnych szpitali psychiatrycznych w Europie.

## Dzieje szpitala
Idea budowy specjalistycznego szpitala psychiatrycznego zrodziła się wśród elit miasta Łodzi, które dostrzegały problemy społeczne szybko rozwijającej się aglomeracji, objawiające się m.in. wzrostem liczebności opuszczonych chorych psychicznie, wobec których władze rosyjskie nie prowadziły żadnej polityki socjalnej i zdrowotnej. Pierwszy wniosek o założenie w Łodzi przytułku dla obłąkanych złożył dr Karol Otton Jonscher w 1885 r. na posiedzeniu Zarządu Łódzkiego Chrześcijańskiego Towarzystwa Dobroczynności. Jego inicjatywę poparł po ponad 10 latach działacz Łódzkiego Chrześcijańskiego Towarzystwa Dobroczynności Reinholda Finstera w kwietniu 1896 roku, kiedy zaapelował o utworzenie przytułku dla umysłowo chorych. Ostatecznie 11 marca 1897 r. Zarząd ŁChTD zdecydował, by niespokojnych i niebezpiecznych dla otoczenia, początkowo w liczbie 21 osób, później 40, umieścić w oficynie własnego domu schronienia dla biednych pod nazwą „Res sacra miser” ul. Dzielnej 52 (obecnie ul. Narutowicza 60 – Collegium Anatomicum). Chorymi opiekował się dr Henryk Bräutigam oraz jeden felczer. Dodatkowo zatrudniono 8 osób jako posługiwaczy i dwie nadzoru.
Ponieważ szybko okazało się, że placówka ta nie jest w stanie sprostać potrzebom, na wniosek dr. Karola Jonchera i Edwarda Stegmanna w 1898 r. powołano Komitet, którego celem była zbiórka pieniędzy na budowę szpitala dla umysłowo chorych. W listopadzie 1899 r. zakupiono we wsi Kochanówka (położoną około 8 km od centrum Łodzi, wśród sosnowo-brzozowych lasów) parcelę o wielkości 40 morg (ok.80 ha) ziemi za sumę 35 tys. rubli. Organizatorami i dobroczyńcami projektu było wielu przemysłowców łódzkich i przedstawicieli środowiska lekarskiego miasta, m.in. dr Karol Otton Jonscher, dr Adolf Tochtermann, Edmund Stephanus, Maksymilian Nowacki, Jan Mazurkiewicz, Juliusz Kunitzer, Ignacy Poznański, bracia Geyer, Juliusz Kindermann i inni).
Nowatorstwo tego szpitala, którego koncepcję przedstawił Jan Mazurkiewicz, polegało m.in. na budowie w systemie pawilonowym, w otoczeniu zieleni i parku. W chwili otwarcia szpitala oddano do użytku dwa pawilony: A-B (obecnie oddział IV) - 50-łóżkowy przeznaczony dla kobiet i C-D (obecnie oddział III) - również 50-łóżkowy dla mężczyzn. Wykonawcą była łódzka firma budowlana K. Nestler i K. Forrenbach. Projekt architektoniczny szpitala wykonał Franciszek Chełmiński, ówczesny architekt miejski Łodzi. Jednopiętrowe, ceglane budynki, swobodnie rozrzucone w leśnym terenie, swoim wyglądem nawiązują do neoromańskiej i neogotyckiej formy typowej dla budynków użyteczności publicznej tamtego okresu. 
Szpital rozpoczął działalność 17 września 1902 roku, kiedy przyjęto do niego 53 chorych z Przytułku dla Starców i Kalek w Łodzi. Uroczyste poświęcenie szpitala przez prałata zgierskiego Romana Rembielińskiego miało miejsce w dniu 12 października 1902 r. Pierwszym dyrektorem szpitala został Jan Mazurkiewicz (1902–1907), a kolejnymi dr Witold Chodźko (1907–1914) i dr Antoni Mikulski (1914–1923). 
W 1903 r. liczba pacjentów szpitala wyniosła 189 osób, a w 1904 r. 219, czyli ponad dwukrotnie więcej niż początkowo planowano, toteż najważniejszym zadaniem pierwszej dyrekcji była rozbudowa szpitala. W 1905 r. otwarto trzeci pawilon szpitala, zbudowany na 20 łóżek, z funduszów ŁChTD oraz z kwoty 10 tys. rubli, przekazanej przez braci Geyerów: Emila, Eugeniusza i Ryszarda. Pawilon ten został nazwany pawilonem Geyerów (obecnie oddział V). Oprócz tego w latach 1902–1907 przeprowadzono drenowanie podmokłych terenów Kochanówki. Założono także wewnętrzną sieć telefoniczną, a od 1903 r. działało połączenie z Łodzią. W 1904 r. zbudowano kapliczkę przedpogrzebową, w której dokonywano sekcji zwłok.  W  1907 r. wywiercono studnię artezyjską o głębokości 17 metrów.
Po śmierci Karola Jonschera (w maju 1907), moralnego twórcy Kochanówki, Komitet Szpitala, w celu uczczenia jego pamięci, za składki społeczeństwa łódzkiego, które wyniosły 35 000 rubli, zbudował kolejny pawilon, na 50 łóżek. Został on oddany do użytku 15 grudnia 1908 r. Szpital dysponował wówczas łącznie 180 łóżkami.
W ciągu kilku następnych lat wzniesiono kolejne kilkudziesięciołóżkowe pawilony dla chorych (obecnie jest ich 11). Zgodnie z pierwotną ideą leczenia chorych psychicznie w tym szpitalu, polegającą m.in. na zapewnieniu chorym możliwości funkcjonowania w społeczeństwie, w placówce tej prowadzono ergoterapię (psychoterapię poprzez pracę) i dlatego na jej terenie wybudowano liczne warsztaty dla tego celu  (tkackie, szewskie, introligatorskie) jak również własne gospodarstwo rolne prowadzone dla chorych. Ciekawą inicjatywą było także wprowadzenie od 1906 roku formy „samoopieki chorych” - umieszczania pacjentów w dobrym stanie ogólnym w domach rolników sąsiadujących ze szpitalem, co umożliwiało codzienną kontrolę lekarską i pielęgniarską. Już w pierwszych latach swojej działalności szpital - według ówczesnych standardów - był nowocześnie wyposażony pod względem technicznym i medycznym. Do czasów I wojny światowej miał on 206 łóżek, istniejące pawilony miały sale sypialne i sale dziennego pobytu, a także sale kąpielowe i izolatki dla chorych niespokojnych. Posiadały one parowe centralne ogrzewanie, centralną wentylację, skanalizowane toalety oraz oświetlenie elektryczne (baterie i akumulatory). W 1912 roku oddano do użytku duży gmach gospodarczy, w którym znalazły się: kuchnia, pralnia, maszynownia, kotłownia, spiżarnia i garderoby, a ponadto laboratorium i bibliotekę naukową (liczącą 800 tomów). Część diagnostyczna składała się z trzech pracowni: serologicznej, chemicznej i anatomopatologicznej. Wyposażone były w trzy mikroskopy firmy Carl Zeiss, jeden duży mikrotom mózgowy oraz cztery mniejsze mikrotomy (w tym mrożakowy), termostaty, przyrządy do badania krwi i płynu mózgowo-rdzeniowego, wirówki: wodną i elektryczną. W 1916 r. powstała pracownia psychologii eksperymentalnej. Dzięki dobremu zapleczu naukowemu (a także stosunkowo wysokim pensjom oraz mieszkaniom służbowym na terenie szpitala lub w jego pobliżu) szpital przyciągał wybitnych psychiatrów i neurologów, stając się uznaną placówką naukową i leczniczą jeszcze przed  I wojną światową.  Była ona w okresie zaborów unikatową placówką o pełnym zakresie funkcji współczesnego szpitala (szkoleniowej, badawczo-naukowej, leczniczej i profilaktycznej) i wniosła ona istotny wkład do stworzenia uznanej w medycynie światowej - polskiej szkoły psychiatrycznej.
W leczeniu chorych psychicznie stosowano najbardziej nowoczesne metody. Lekarze „kochanowieccy”, opierając się na najnowszych osiągnięciach wiedzy medycznej, wypracowali także własne, nowatorskie metody leczenia. Właśnie w „Kochanówce” po raz pierwszy na ziemiach polskich zlikwidowano izolatki
z okiennicami dla niespokojnych chorych, a kaftany bezpieczeństwa stosowano tylko w wyjątkowych wypadkach. Doceniano terapię pracą. Pamiętano również o znaczeniu rozrywek dla pacjentów. Organizowano majówki, przedstawienia teatralne oraz tradycyjne kochanowieckie „bale” odbywające się w rocznicę powstania Szpitala. 
Kolejne inwestycje na terenie szpitala rozpoczęły się w 1924. Pod koniec lat 30. szpital (który nadal był własnością Łódzkiego Chrześcijańskiego Towarzystwa Dobroczynności) dysponował terenem 24 hektarów i siedmioma pawilonami z miejscami dla 625 chorych, a także posiadał bibliotekę naukową liczącą przeszło 4000 tomów. Chorych leczono zgodnie z najnowszymi ówczesnymi tendencjami w psychiatrii (z których część – m.in. szeroko stosowane leczenie wstrząsowe czy gorączkowe – dziś może wydawać się wątpliwa), nie zapominając wszakże o terapii zajęciowej i psychoterapii.

### II wojna światowa
W czasie II wojny światowej szpital w „Kochanówce” stał się miejscem zbrodni na chorych w ramach hitlerowskiego programu zabijania niepełnosprawnych i chorych psychicznie – akcji T4. W lutym 1940 roku zakazano zwalniania chorych ze szpitala, grożąc surowymi represjami w stosunku do tych osób, które by ułatwiały im ucieczkę, nie zabraniając przy tym przyjmować nowych chorych. Wojskowa komisja kierowana przez lekarza SS Herberta Grohmanna (specjalisty od spraw rasowych) wydała rozporządzenie o tzw. „ewakuacji” chorych innej niż narodowości niemieckiej (tj. Polaków i Żydów). Pierwsza „ewakuacja” odbyła się 13-15 marca 1940 roku. Przeprowadziły ją specjalne ekipy SS, wywożąc chorych trzema samochodami ciężarowymi na miejsce zbrodni, którym stały się lasy zgierski i lućmierskie. Chorych uśmiercano spalinami z jednego samochodu (ruchomej komorze gazowej zaaranżowanej jak wóz meblowy). W ciągu trzech dni zgładzono około 500 osób. Druga „ewakuacja” odbyła się 27-28 marca 1940 roku. Wywieziono resztę chorych. Ślad po nich zaginął. Szpital chwilowo opustoszał. W lipcu i sierpniu 1941 roku nastąpiła trzecia likwidacja chorych pochodzenia polskiego. Ofiarą mordu padło 150 ówczesnych pacjentów i około 100 osób będących kiedyś pacjentami „Kochanówki”. Byli to przeważnie ludzie zdrowi, którzy od dawna pracowali, mieli rodziny i nie zdradzali żadnych objawów psychotycznych. Osobom tym polecono zgłosić się do szpitala, skąd zabrali ich esesmani do lasów zgierskich. Ogólna liczba zamordowanych podczas okupacji w ramach akcji T4 w „Kochanówce” wynosiła 692 osoby, ale można ją szacować na nieco wyższą, gdyż część pacjentów wywieziona była do innych szpitali i ślad po nich zaginął. Szpital poniósł także znaczne straty materialne. Całkowicie zniszczono bibliotekę naukową, archiwum akt, księgi chorych. Zdewastowane zostały poszczególne pawilony oraz pracownie. Okupacja spowodowała dezorganizację życia psychiatrycznego.

### Okres powojenny
Po II wojnie światowej przez kilka miesięcy na terenie kilku pawilonów funkcjonował radziecki szpital wojskowy. 1 listopada 1945 roku została na bazie szpitala utworzona Katedra i Klinika Psychiatryczna Uniwersytetu Łódzkiego (później Akademii Medycznej w Łodzi, pod kierownictwem prof. dr. Eugeniusza Wilczkowskiego), ucznia pierwszego dyrektora „Kochanówki” – Jana Mazurkiewicza. Klinika ta funkcjonowała na terenie szpitala do 1985. W 1958 na dyrektora kliniki został powołany profesor Stanisław Cwynar. W nowym systemie opieki zdrowotnej szpital zmienił podległość i zasady funkcjonowania oraz swoją nazwę. W 1953 roku nadano mu imię Józefa Babińskiego. Szpital nadal rozbudowywano i zwiększano liczbę miejsc szpitalnych – często kosztem jakości warunków pobytu i zbytniego zagęszczenia chorych w dużych salach (w szczytowym okresie szpital dysponował 1150 łóżkami). W okresie powojennym stworzono m.in. oddział psychiatrii dziecięcej, oddziały odwykowe i inne. W 1967 roku w nowo wybudowanym pawilonie XI rozpoczęła działalność Klinika Psychiatryczna Wojskowej Akademii Medycznej, której pierwszym kierownikiem był Zdzisław Rydzyński.

### Szpital dzisiaj
Obecnie szpital jest Samodzielnym Publicznym Zakładem Opieki Zdrowotnej. Szpital dysponuje ponad 600 łóżkami, w tym ponad 500 na terenie 7 pawilonów psychiatrycznych, psychogeriatrycznych, leczenia uzależnień alkoholowych, detoksykacji, 20 łóżkami na terenie oddziału psychiatrii dziecięcej. Na jego terenie nadal działa Klinika Psychiatrii i Zaburzeń Nerwicowych z Oddziałem Interwencji Kryzysowych Wydziału Wojskowo-Lekarskiego Uniwersytetu Medycznego w Łodzi. W porównaniu z dawniejszymi metodami leczenia obecnie większy nacisk położono na farmakoterapię. Przywrócono strukturę pawilonów podzieloną na  sale dziennego pobytu, przestronne korytarze i pokoje do snu. W pawilonach psychiatrycznych zmieniono system wielkich sal położonych w amfiladzie na ciąg korytarzowo-pokojowy.